# Tetralonia

Tetralonia är ett släkte av bin. Tetralonia ingår i familjen långtungebin.
Släktet finns i alla världsdelar utom Australien och Antarktis.

## Artlista förTetralonia, i alfabetisk ordning[1]
- Tetralonia albida
- Tetralonia boharti
- Tetralonia caudata
- Tetralonia cinctella
- Tetralonia cinctula
- Tetralonia coangustata
- Tetralonia commixtana
- Tetralonia desertorum
- Tetralonia fraterna
- Tetralonia fuliginosa
- Tetralonia fulvicornis
- Tetralonia fumida
- Tetralonia fuscipes
- Tetralonia glauca
- Tetralonia gossypii
- Tetralonia iberica
- Tetralonia labrosa
- Tetralonia macroceps
- Tetralonia macrognatha
- Tetralonia malvae
- Tetralonia mesotes
- Tetralonia mitsukurii
- Tetralonia nigropilosa
- Tetralonia obscuriceps
- Tetralonia obscuripes
- Tetralonia okinawae
- Tetralonia paulyi
- Tetralonia penicillata
- Tetralonia pollinosa
- Tetralonia polychroma
- Tetralonia rufa
- Tetralonia ruficollis
- Tetralonia siamensis
- Tetralonia subaurata
- Tetralonia taprobanicola
- Tetralonia testacea
- Tetralonia trichardti
- Tetralonia vestita
- Tetralonia vicina
- Tetralonia wickwari